# Liebe bis in den Tod
Liebe bis in den Tod (Originaltitel: L’Amour à mort) ist ein französisches Filmdrama von Alain Resnais aus dem Jahr 1984.

## Handlung
Bei archäologischen Ausgrabungen in Südfrankreich lernt der Forscher Simon Roche die ihm sympathische Elisabeth Sutter kennen. Sie verlieben sich und verbringen zwei glückliche Monate miteinander. Ihr Glück währt jedoch nur kurz. Simon erleidet einen plötzlichen Anfall und wird von einem Arzt anschließend für tot erklärt. Als sich Elisabeth bereits dem Schmerz und der Trauer hingibt, erwacht Simon auf wundersame Weise wieder zum Leben.
Er ist jedoch nicht mehr derselbe, der er vorher war. Seine Nahtoderfahrung hat seine Einstellung zum Leben und zur Liebe verändert. Er sehnt sich nach dem mysteriösen Glücksgefühl, das er im Scheintod empfunden hat. Elisabeth hat nun Angst, ihn ein weiteres Mal zu verlieren, und will ihn deshalb von einem Arzt untersuchen lassen, diesmal von einem Spezialisten. Simon weigert sich jedoch, ihrem Drängen nachzugeben.
Obwohl Elisabeth Atheistin ist, wendet sie sich schließlich an ihre Freunde, das Pastorenehepaar Judith und Jérôme Martignac, und bittet sie um Unterstützung. Sie können Elisabeths Angst zunächst nicht nachvollziehen, versuchen ihr jedoch mit verschiedenen Glaubensvorstellungen zum Thema Tod emotionalen Halt zu geben. Judith offenbart Elisabeth zudem, dass sie und Simon als Teenager ein Liebespaar waren und aus jugendlichem Eifer heraus beschlossen hatten, gemeinsam in den Tod zu gehen. Als sie sich jedoch die Pulsadern aufgeschnitten hatten, hätten sie Panik bekommen und es sich anders überlegt. Nach diesem Vorfall seien sie getrennte Wege gegangen.
Als Simon ein zweites Mal stirbt und diesmal nicht zurückkehrt, will Elisabeth ihm in den Tod folgen, was Judith wie auch Jérôme in eine tiefe Sinnkrise stürzt.

## Hintergrund
Die Dreharbeiten fanden in Uzès in Südfrankreich statt. Regisseur Alain Resnais setzte bei seiner Inszenierung auf eine klar strukturierte Farbsymbolik. In allen Szenen, die in Räumen spielen, findet sich mindestens ein roter oder ein schwarzer Gegenstand, der jeweils eines der zentralen Themen des Films (Liebe und Tod) repräsentiert. Zudem engagierte Resnais nach der Zusammenarbeit an Muriel oder die Zeit der Wiederkehr (1963) erneut den Avantgarde-Komponisten Hans Werner Henze, der daraufhin für Liebe bis in den Tod ein Kammermusikstück schrieb, das aus 52 abrupt unterbrochenen Teilstücken besteht. Im Film wird es, abgesehen von der letzten Einstellung, nur zwischen einzelnen Szenen gespielt, wenn vor einem schwarzen Hintergrund schneeflockenähnliche Staubpartikel herabrieseln. Nach seinem erfolgreichen Film Das Leben ist ein Roman (1983) arbeitete Resnais hier ein weiteres Mal mit den Hauptdarstellern Sabine Azéma, Pierre Arditi, André Dussollier und Fanny Ardant zusammen, die er später für das Filmdrama Mélo (1986) erneut verpflichten konnte.
Liebe bis in den Tod feierte am 5. September 1984 in Frankreich Premiere. In Deutschland wurde der Film erstmals am 23. Januar 2003 von arte im Fernsehen gezeigt.

## Kritiken
Das Lexikon des internationalen Films bezeichnete Liebe bis in den Tod als „[e]igenwilliges Kammerspiel im Scope-Format“ und wies darauf hin, dass der Film „in einer kargen Winterlandschaft und unter Bevorzugung der Farben Rot und Schwarz“ realisiert worden sei. Bei den im Film aufgeworfenen „Fragen nach Glück und Schmerz, Leidenschaft und Einsamkeit, Leben und Tod“ sei „eine dem Thema gebotene inszenatorische Strenge an den Tag“ gelegt worden. Für Cinema war die „Reflexion über Leben und Tod […] schwere Kost“. Einstweilen habe „Regisseur Alain Resnais mit Kunstgriffen wie Schwarzblenden dem Zuschauer Pausen“ gewährt, um das bis dahin Gesehene begreifbar zu machen. Zusammengefasst handle es sich bei dem Film um „Ghost für Intellektuelle“.
Jonathan Rosenbaum vom Chicago Reader schrieb, dass Resnais’ „eindringlicher“ Film „eines seiner in musikalischer Hinsicht mutigsten Experimente“ gewesen sei. Er sei zudem „stark gespielt“ und „mit Sicherheit eine Herzensangelegenheit“ des Regisseurs, doch sei er auch „die Art von misslungenem Werk“, die einen Schatten über eine Reihe von Erfolgen werfe.

## Auszeichnungen
Bei der César-Verleihung 1985 war der Film in den Kategorien Bester Film, Beste Regie, Beste Kamera, Beste Filmmusik und Bester Ton für den César nominiert.